# Lankasoma oreites
Lankasoma oreites är en mångfotingart som beskrevs av Jean-Paul Mauriès 1981. Lankasoma oreites ingår i släktet Lankasoma och familjen Lankasomatidae. Inga underarter finns listade i Catalogue of Life.